# Folland Midge
Die Folland Midge (Folland Fo.139 Midge (kleine Mücke)) war ein strahlgetriebenes Versuchsflugzeug des britischen Herstellers Folland Aircraft Limited.

## Allgemeines
Der bekannte Flugzeugkonstrukteur W. E. W. Petter entwickelte den Leichtjäger Folland Gnat. Die Midge diente ihm dazu, das Antriebskonzept der geplanten Gnat unter Beweis zu stellen. Das in der Midge verwendete Triebwerk erreichte mit einem Armstrong-Siddeley-Viper-Strahltriebwerk einen Schub von 7,3 kN, was etwa einem Drittel des Schubs der Serien-Gnat entsprach.
Der Erstflug der Midge fand am 11. August 1954 statt. Im Rahmen der folgenden Flugerprobung wurde ein Sturzflug in Überschallgeschwindigkeit durchgeführt und somit die Ausgereiftheit des Konzeptes demonstriert. Verschiedene Piloten aus mehreren Luftwaffen bekamen die Möglichkeit, die Maschine zu testen und fanden durchweg lobende Worte über das Flugverhalten und die Leistungen der Midge.
Der Prototyp stürzte mit einem Piloten einer Delegation aus der Schweiz am 26. September 1955 ab, ein Fehler der Maschine konnte nicht festgestellt werden.
Die bei 220 Testflügen gewonnenen Erfahrungen mit der Midge waren für Folland hilfreich bei der weiteren Entwicklung des Strahlschulflugzeugs Gnat.

## Technische Daten
| Kenngröße             | Daten                                                                        |
| --------------------- | ---------------------------------------------------------------------------- |
| Länge                 | 8,76 m                                                                       |
| Höhe                  | 2,82 m                                                                       |
| Flügelspannweite      | 6,30 m                                                                       |
| Tragflügelfläche      | 11,61 m²                                                                     |
| Antrieb               | ein Armstrong-Siddeley Viper-Strahltriebwerk mit einer Schubkraft von 7,3 kN |
| Höchstgeschwindigkeit | 966 km/h                                                                     |
| Reichweite            | 1852 km (mit zwei 300-L-Zusatztanks)                                         |
| Dienstgipfelhöhe      | 12.190 m                                                                     |
| Besatzung             | 1 Pilot                                                                      |
| max. Startgewicht     | 2041 kg                                                                      |